# 小鰭盲蛇鰻
小鰭盲蛇鰻為輻鰭魚綱鰻鱺目糯鰻亞目蛇鰻科的其中一種，分布於印度南部海域，體長可達30公分，棲息在河口、近岸混濁水域，屬肉食性，多做為餌魚。

## 擴展閱讀
維基物種上的相關：小鰭盲蛇鰻